# Святой (фильм, 1997)
«Святой» (англ. The Saint) — американский художественный фильм 1997 года.

## Сюжет
Саймон (названный так по имени Святого) Тэмплар, имеющий репутацию неуловимого вора из-за своего редчайшего дара перевоплощения, устал от участия в сомнительных предприятиях. Он решает, что следующее задание будет последним. Однако оно обещает быть нешуточным. Могущественный промышленный магнат из России Иван Третьяк поручает Саймону добыть сенсационную технологию производства самой дешёвой в мире энергии, разработанную гениальным учёным Эммой Рассел. С помощью этой технологии он намерен подчинить себе всю Россию (дав тепло замерзающей Москве, оставшейся без топлива — жители массово отправляются в пригород привезти дров), переживающую не лучшие времена. В дальнейшие планы магната входит мировое господство.
Саймон соблазняет Эмму (в Великобритании) и похищает технологию. Между ними вспыхивает любовь, в дальнейшем они оказываются в зимней, холодной и замерзающей, Москве, где за ними начинается погоня — Третьяк отдает приказ своим помощникам «убрать» исполнителя. Они стремятся добраться до американского посольства. Сперва их укрывает в свой квартире проститутка, далее — за солидное вознаграждение их выводит к посольству, по подземным коммуникациям, одна девушка. Возле посольства их уже ждут люди олигарха, но Эмме удается вбежать на его территорию буквально под носом у преследователей.
Третьяк, поняв что технология неполна и неработоспособна, намерен продать её президенту, в дальнейшем скомпрометировав его этим и далее сместив (некоторые военные уже на его стороне). Этому может помешать Эмма Рассел, в случае разглашения подробностей в прессе на Западе. Это может произойти если она выберется из посольства и доберётся до аэропорта, и Третьяк пытается предотвратить это любыми средствами. Тем временем ведётся подготовка к митингу сторонников Третьяка, путчу, а также эксперименту по запуску источника энергии («Люди ждут либо чуда, либо революции»).
Саймон пробирается в покои президента, где пытается рассказать ему о происходящем, но сюда уже врываются путчисты и арестовывают их, доставляя на ночную Красную площадь, где уже начался митинг.
Существует два окончания фильма:
- 1-й вариант. На Красной площади запускают установку по выработке энергии, и толпа людей на площади начинает славить президента Карпова. Ивана Третьяка и его сына Илью арестовывают и уводят с площади.
- 2-й вариант. На Красной площади запускают установку по выработке энергии, и толпа людей на площади начинает славить президента Карпова. Иван Третьяк и его сын Илья сбегают и укрываются в своём доме, где Илья убивает отца, чтобы в одиночку использовать возможности нового источника энергии. В дом проникает Саймон, и в то же время к дому подходит бронетехника с советскими военными и начинает штурм здания. Во время схватки Саймон и Илья оказываются на люстре, установка которой показана в одном из эпизодов. Саймон использует против Ильи нож, который у него ещё со времён детства в приюте. Люстра падает, утаскивая за собой Илью, и пробивает отверстие в подвал. В подвале стоят бочки с нефтью. Тем самым даётся ответ на вопрос, куда делась нефть, предназначенная для отопления Москвы.

## В ролях
- Вэл Килмер — Саймон Тэмплар
- Элизабет Шу (озвучивала в русском варианте Ингеборга Дапкунайте)— доктор Рассел
- Генри Гудман[англ.] — доктор Лев Наумович Ботвин
- Раде Шербеджия — Иван Третьяк
- Валерий Николаев — Илья Третьяк
- Ирина Апексимова — Фрэнки
- Лев Прыгунов — генерал Скляров
- Евгений Лазарев — Президент России Карпов
- Алан Армстронг — инспектор Тил
- Майкл Бирн — помощник Третьяка Юрий Верещагин
- Егор Пазенко — Скретчфейс
- Роджер Мур — голос диктора радио
- Эмили Мортимер — женщина в самолёте
- Алла Казанская — русская старуха
- Александр Тютин — русский полковник
- Равиль Исянов — охранник Третьяка
- Луция Шербеджия[англ.] — русская проститутка
- Велибор Топич — скинхед

## Саундтрек
Главную музыкальную тему исполняет группа электронной музыки Orbital.

## Съёмки
Места съёмок:
- Гостиница «Украина» — штаб-квартира компании Ивана Третьяка;
- Музей современной истории Советского Союза — дом Ивана Третьяка;
- The Halcyon Hotel — лондонская резиденция Саймона Тэмплара;
- Высотный дом на Котельнической набережной — сцена прыжка Саймона Темплара с высотки. Сцена комбинированная: Саймон Темплар прыгает с верхнего этажа гостиницы «Украина», однако его полёт и приземление на кузов грузовика, происходит во дворе высотного дома на Котельнической набережной. После чего Саймон оказывается у ГУМа;
- Гостиница «Пекин» — посольство США;
- Озерковская набережная — погоня службы безопасности Ивана Третьяка, и квартира русской проститутки;
- Ленинградский вокзал — Большой зал Ленинградского вокзала.
- Красная площадь. Апрель 1996 года.

## Критика
В 2020 году журнал Maxim поставил фильм на 6-е место в списке «12 самых бредовых фильмов про Советский Союз»: «Москва отапливается дровами, в лютый мороз москвичи не заморачиваются с тёплой одеждой, а спустившись в систему городской канализации, иностранец может нелегально купить икону. Так как это фантастика, всё легко можно списать на альтернативную реальность. Правда, это скорее альтернативно одарённая реальность».

## Ремейк
В 2021 году студия Paramount объявила снять ремейк фильма «Святой», главную роль получил звезда сериала «Бриджертоны» Реге-Жан Пейдж. В ноябре 2023 года стало известно режиссёром выступит Даг Лайман, сценарий напишут Рори Хаинси и Сохраб Ноширвани («Чёрный Адам»), продюсерами выступят Лоренцо Ди Бонавентур Брэд Кревой и Марк Вахрадян.